# Gromada Janowice (Powiat Bielski)
Gromada Janowice war eine Verwaltungseinheit in der Volksrepublik Polen zwischen 1954 und 1959. Verwaltet wurde die Gromada vom Gromadzka Rada Narodowa, dessen Sitz sich in Janowice befand und der aus 10 Mitgliedern bestand.

Die Gromada Janowice gehörte zum Powiat Bielski in der Woiwodschaft Katowice (damals Stalinogród) und bestand aus der ehemaligen Gromada Janowice der aufgelösten Gmina Bestwina.

Am 31. Dezember 1959 wurde die Gromada Janowice aufgelöst und der Gromada Bestwina angegliedert.